# Cerca seiscentista de Faro
Em 1660, nos últimos anos da Guerra da Restauração, o Governador Militar do Algarve, Martim Correia da Silva, ordenou que se edificasse uma cerca muralhada em torno de Faro, para proteger a cidade de eventuais ataques do exército espanhol pelo lado de terra. Composta por "seis fachadas que integravam cinco baluartes e dois meios-baluartes com extensas linhas de tiro", a cerca abrangia um perímetro com mais de 2800 metros, protegendo "os conventos e edifícios notáveis da cidade" (LOBO, 2006, p. 47).
Na realidade, e embora a Coroa portuguesa tivesse investido numa renovação da defesa costeira no período pós-Restauração, o Algarve e as suas fortalezas foram "esquecidos", sendo "verdadeiramente lamentável o estado em que encontravam durante a Guerra da Restauração as defesas costeiras desta região" (C.P.Calisto, in MOREIRA, 1986, p. 80).
Por isso, a cerca muralha de Faro é um dos poucos exemplares da arquitectura militar da Restauração em território algarvio. Devido à urgência da necessidade de defesa da cidade, que os militares locais defendiam ser da maior importância, e talvez também à escassez de meios financeiros, "o muro, com pelo menos quatro metros de altura, e provavelmente, a estrutura interior em terra - o reparo, nunca foi concluído" (LOBO, 2006, p. 47), pelo que em meados da centúria seguinte, e com os estragos provocados pelo terramoto de 1755, os baluartes estavam já muito deteriorados, conforme confirmam as "Memórias Paroquiais de 1758". Durante as Guerras Liberais a estrutura da cerca foi reforçada, o que não impediu que voltasse a danificar-se.
Actualmente, subsistem metade das estruturas de três baluartes, e alguns vestígios arqueológicos de outro baluarte, assim como um troço do pano de muralhas, ao qual o crescimento da cidade durante os séculos XIX e XX trouxe alterações profundas que destruíram irremediavelmente a sua linha de implantação, com a abertura de vias e a edificação de casas adossadas à cortina.